# GBU–39 SDB

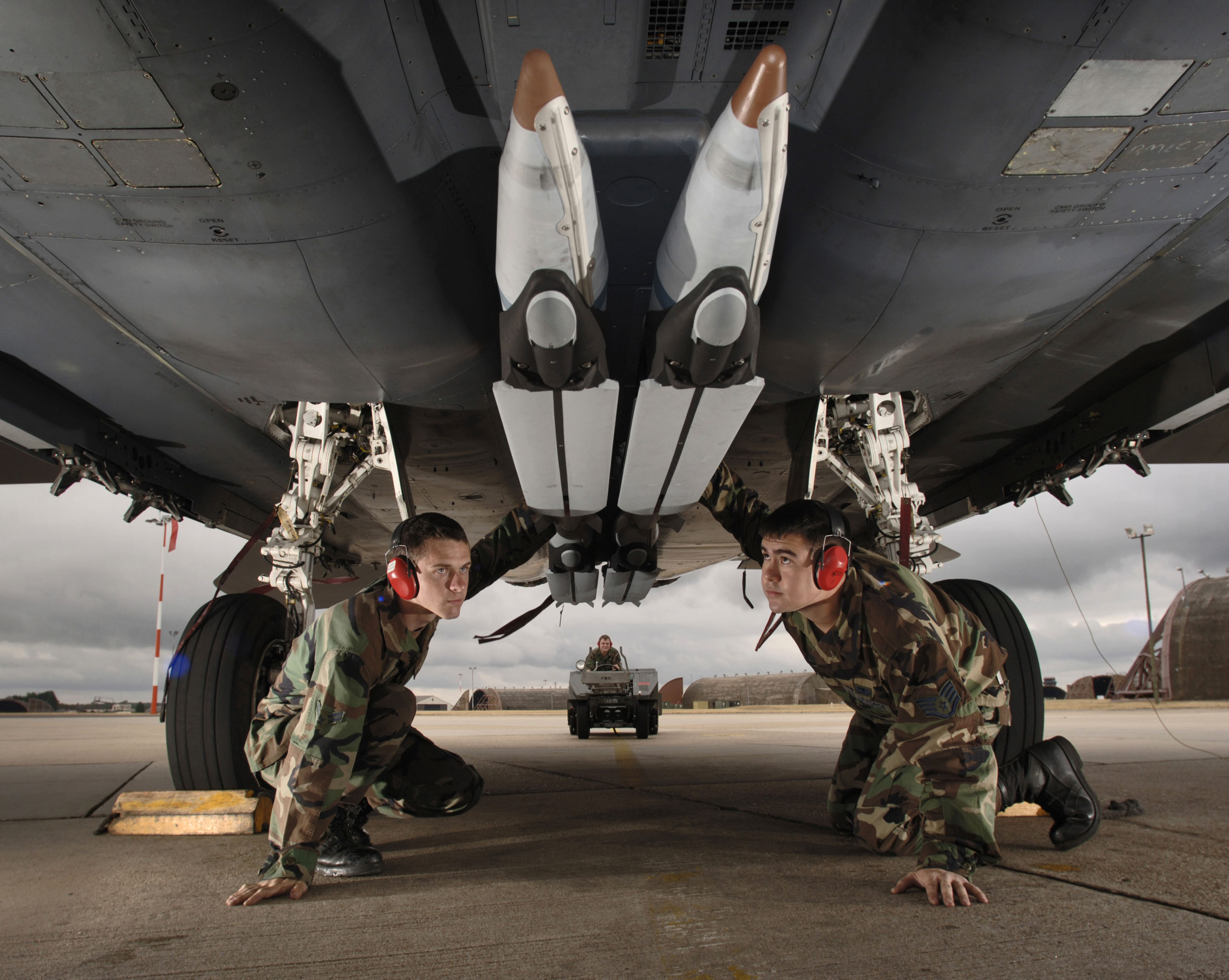
Négy GBU–39 SDB F–15E törzse alatt

A GBU–39 Small Diameter Bomb (SDB, kis átmérőjű bomba) GPS-irányítású siklóbomba, melyet az Amerikai Egyesült Államokban terveztek és gyártanak. A pontos irányítórendszer (szórása 5–8 m) következtében lehetővé vált a bomba tömegének drasztikus csökkentése, ami egyúttal a járulékos károkat is csökkenti. A bomba az európai MBDA által fejlesztett DiamondBack szárnyakkal akár 110 kilométert is megtehet siklórepülésben. Egy bomba bekerülési költsége nagyjából 210 ezer dollár.

## Változatok

### SDB II (GBU-53/B) Stormbreaker
SDB II néven is ismert GBU-53/B Strombreaker bombát kifejezetten mozgó célpontok megsemmisítésére fejlesztették ki, így ennek megfelelően többféle rávezetési módot is alkalmaz. 

## Alkalmazása
A 4 db SDB bombát hordozó BRU-61/A indítósín üres tömege 147 kg, bombákkal együtt 634 kg-ot nyom.
A bombát, nem sokkal az első szállítmány megérkezése után, az Izraeli Légierő F–15I repülőgépei alkalmazták először a 2008–2009-es Izrael–Hamász-konfliktusban.

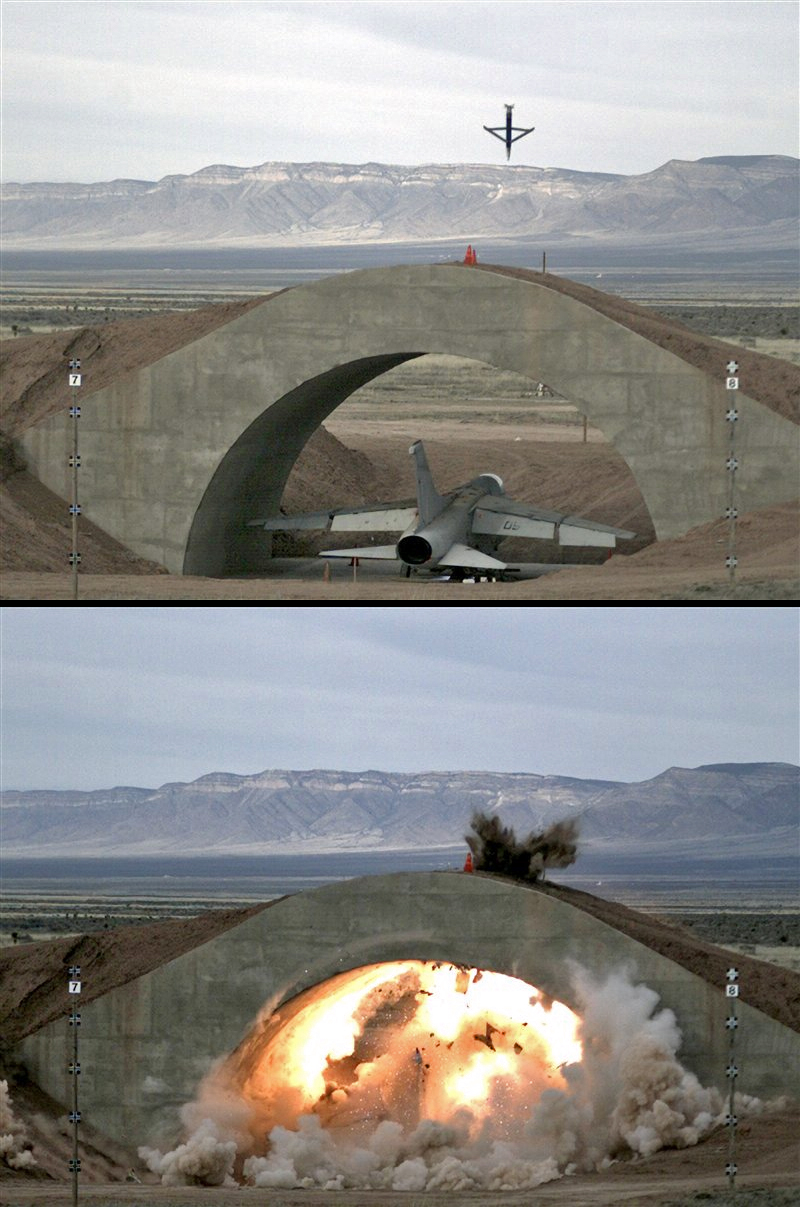
Egy SDB bomba áthatol egy betonfedezéken
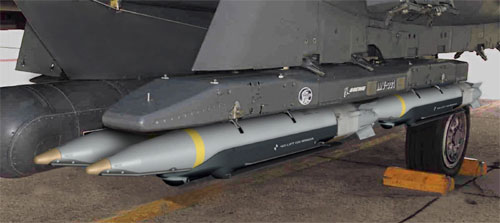
Egy felfüggesztőre akár négy bomba is felszerelhető kis méretének köszönhetően
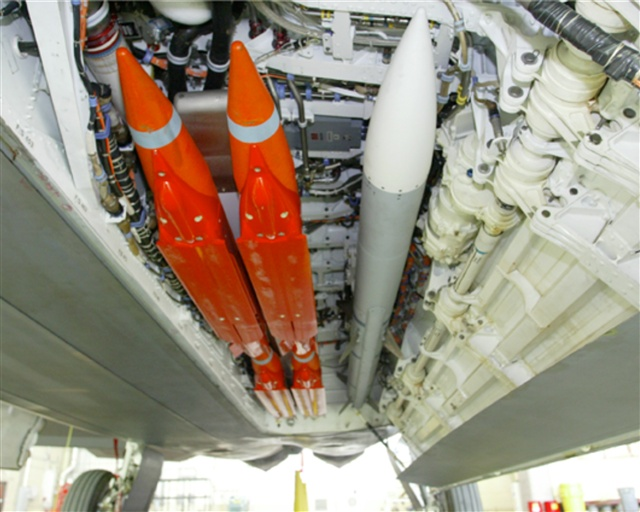
4 SDB és egy AMRAAM rakéta az F-22-esen
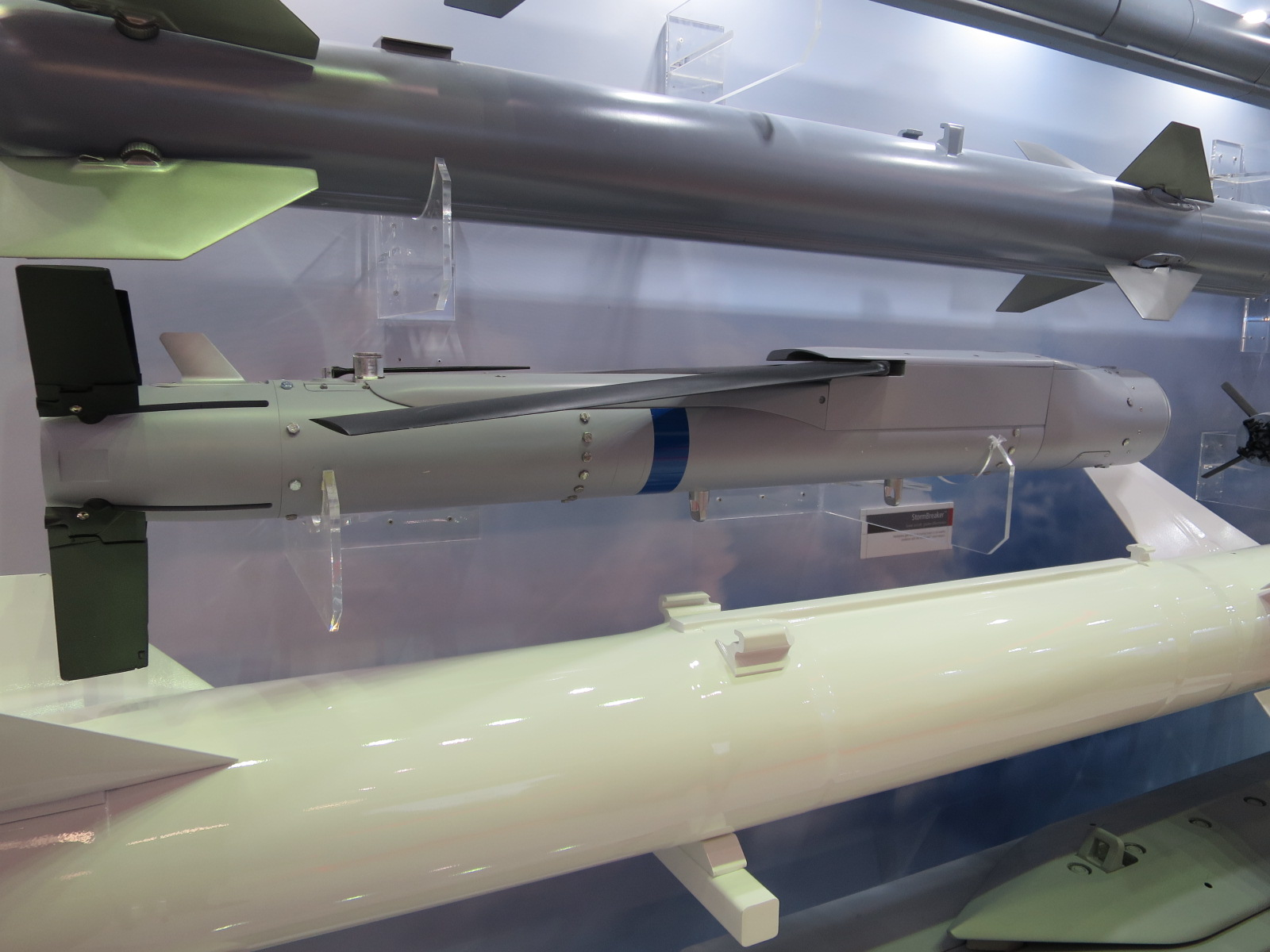
SDB II néven is ismert GBU-53/B Strombreaker bomba
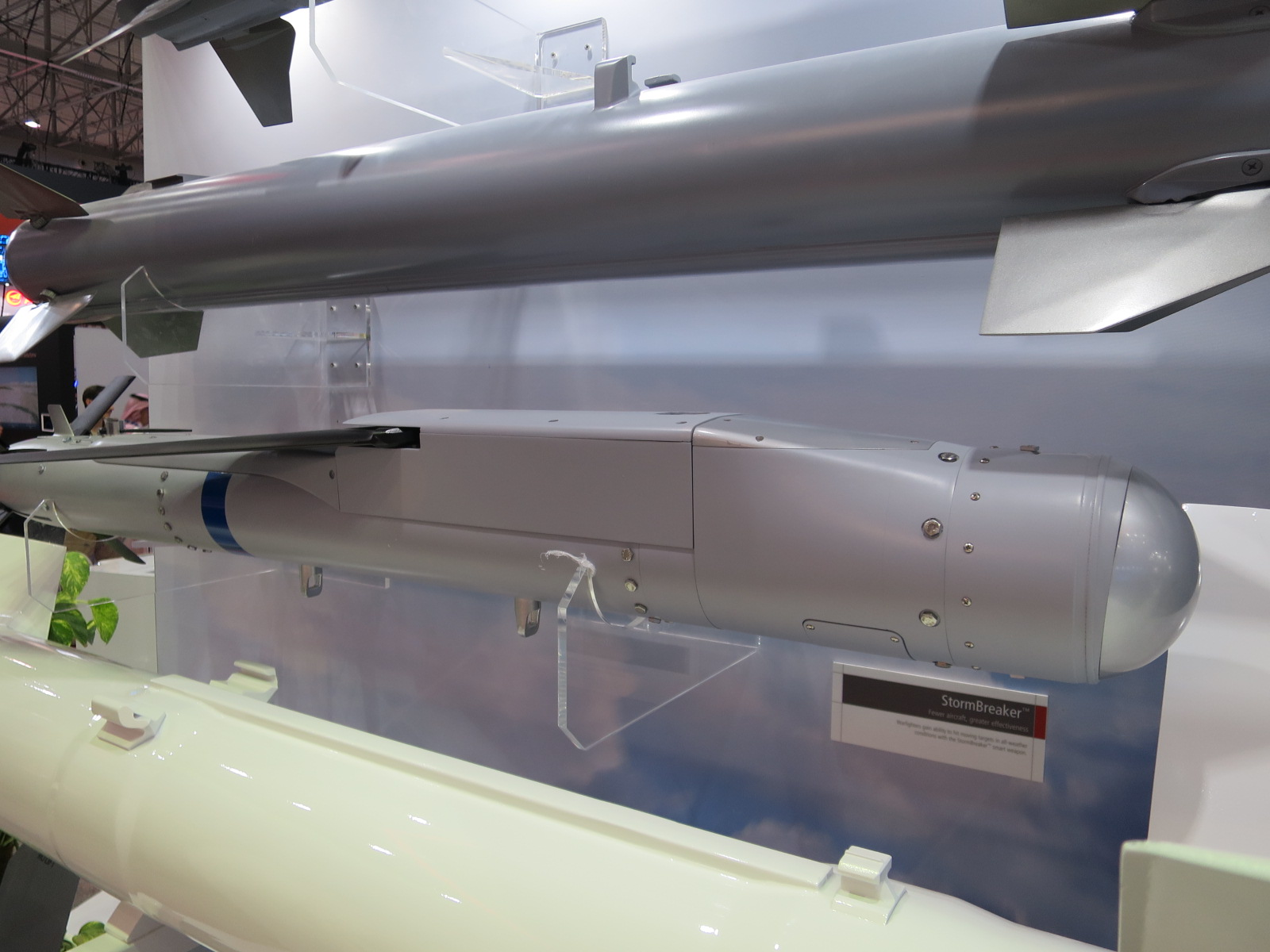
A Strombreaker a SDB mozgó célpontokra optimalizált változata